# Taenaris catanea
Taenaris catanea är en fjärilsart som beskrevs av Hans Fruhstorfer 1904. Taenaris catanea ingår i släktet Taenaris och familjen praktfjärilar. Inga underarter finns listade i Catalogue of Life.